# Zloćudovo
Zloćudovo je naselje u gradu Leskovcu, Jablanički upravni okrug, Srbija. Prema popisu iz 2022. godine u Zloćudovu je živjelo 240 stanovnika.